# فريدريك فون مولر (أستاذ جامعي)
فريدريك فون مولر (بالألمانية: Friedrich von Müller)‏ هو طبيب باطني وطبيب ألماني، ولد في 17 سبتمبر 1858 في آوغسبورغ في ألمانيا، وتوفي في 18 نوفمبر 1941 في ميونخ في ألمانيا.